# Marquesado de las Salinas (1733)
El marquesado de las Salinas es un título nobiliario español creado el 20 de octubre de 1733 por el rey Felipe V, con el vizcondado previo de Tagle, a favor de Juan Manuel Pérez de Tagle y Gómez de la Sierra.

## Marqueses de las Salinas
|                                 | Titular                                         | Periodo               |
| Creación por Felipe V           | Creación por Felipe V                           | Creación por Felipe V |
| ------------------------------- | ----------------------------------------------- | --------------------- |
| I                               | Juan Manuel Pérez de Tagle y Gómez de la Sierra | 1733-                 |
| ..                              |                                                 |                       |
| Rehabilitación por Alfonso XIII |                                                 |                       |
| VI                              | María Auristela Guinea y Valdivieso             | 1924-1937             |
| VII                             | Leopoldo O'Donnell y Lara                       | 1953-?                |
| VIII                            | Hugo O'Donnell y Duque de Estrada               | 2005-2006             |
| IX                              | Hugo José O'Donnell y Armada                    | 2006-actual titular   |

## Historia de los marqueses de las Salinas
- Juan Manuel Pérez de Tagle y Gómez de la Sierra, I marqués de las Salinas.[1]

- Luis Manuel Espiridión Pérez de Tagle y Navea Morales de León (Malina, diciembre de 1748-6 de abril de 1801), II marqués de Las Salinas.

- Luis Ignacio Tomás Pérez de Tagle y Blanco Bermúdez (m. 1806), III marqués de Las Salinas. Murió siendo un infante.

- Pedro Miguel Manuel Pérez de Tagle y Blanco Bermúdez (Manila, 31 de enero de 1776-2 de septiembre de 1819), IV marqués de Las Salinas.

- Vicente Pérez de Tagle y Blanco Bermúdez (Manila, 1798-1838),  V marqués de Las Salinas.

Rehabilitado en 1924 por:
- María Auristela Guinea y Valdivieso, VI marquesa de las Salinas.

Se casó con Francisco Manzano Alfaro. Le sucedió:
- Leopoldo O'Donnell y Lara (1915-2004), VII marqués de las Salinas, VI duque de Tetuán, V conde de Lucena.

Se casó con Consuelo Duque de Estrada y Moreno. Le sucedió su hijo:
- Hugo O'Donnell y Duque de Estrada, VIII marqués de las Salinas,[3] VII duque de Tetuán, XV Marqués de Altamira, V conde de Lucena.

Se casó con María de la Asunción Armada y Díez de Rivera. Le sucedió, por cesión en 2006, su hijo:
- Hugo José O'Donnell y Armada,[1] IX marqués de las Salinas.[4]

Se casó con Mariana García-Valdecasas Solís-Beaumont.